# Trains de banlieue d'Oslo
Les trains locaux et régionaux sont un réseau de transport en commun ferroviaire desservant Oslo et son agglomération.

## Réseau actuel

### Présentation
Le réseau gère des lignes locales (L1 et L2) et des lignes régionales (avec lettre R et RE). Le tableau présente les lignes depuis 2023 avec la mise en service du Follobanen (no).
| Numéro | Terminus                | Tracé |
| ------ | ----------------------- | ----- |
| L1     | Spikkestad–Lillestrøm   |       |
| L2     | Stabekk–Ski             |       |
| R12    | Kongsberg–Eidsvoll      |       |
| R13    | Drammen–Dal             |       |
| R14    | Asker–Kongsvinger       |       |
| R21    | Moss–Stabekk            |       |
| R22    | Oslo S–Rakkestad        |       |
| FLY1   | Oslo Gardermoen–Drammen |       |
| FLY2   | Oslo Gardermoen–Stabekk |       |
| RE10   | Lillehammer–Drammen     |       |
| RE11   | Skien–Eidsvoll          |       |
| RE20   | Oslo S–Göteborg-Ville   |       |
| RE30   | Oslo S–Gjøvik           |       |